# 대구관음초등학교
대구관음초등학교는 대한민국 대구광역시 북구 관음동에 있는 공립 초등학교이다.

## 역사
- 1993년 3월 1일 초대 김형용 교장 부임
- 1993년 3월 1일 개교 24학급 편성(대구칠곡초등학교에서 수용전환)
- 1995년 3월 1일 제2대 이준춘 교장 부임
- 1995년 9월 29일 16교실(동관) 준공
- 1996년 3월 1일 대구관음초등학교로 교명 변경
- 1997년 9월 1일 제3대 황정환 교장 부임
- 2000년 9월 1일 제4대 임수부 교장 부임
- 2001년 3월 1일 대구관남초등학교에서 수용전환(415명)
- 2001년 3월 1일 대구관남초등학교로 수용전환(1,081명)
- 2002년 3월 1일 제5대 박일성 교장 부임
- 2004년 3월 1일 제6대 소두칠 교장 부임
- 2006년 9월 1일 제7대 류성호 교장 부임
- 2007년 9월 1일 급식 승상기 준공 및 화단 조성
- 2008년 2월 21일 제15회 졸업식(202명, 3997명)
- 2008년 3월 1일 38학급 편성(특수학급 1 포함)
- 2009년 2월 13일 제16회 졸업식(211명, 총 4208명)
- 2009년 3월 1일 36(특수2)학급 편성
- 2009년 9월 1일 제8대 송영구 교장 부임
- 2009년 9월 8일 방송실 현대화사업
- 2010년 2월 12일 제17회 졸업식(199명, 4407명)
- 2010년 3월 1일 32(특수2)학급 편성
- 2011년 2월 16일 제18회 졸업식(165명, 4572명)
- 2011년 9월 1일 제9대 박영규 교장 부임
- 2012년 2월 16일 제19회 졸업식(148명, 4720명)
- 2013년 2월 15일 제20회 졸업식(142명, 4862명)
- 2013년 3월 1일 27(특수1)학급 편성
- 2014-02-13 제21회 졸업식(129명, 4991명)
- 2014-03-01 28(특수1)학급 편성
- 2015-02-17 제22회 졸업식(99명, 5090명)
- 2015-02-28 다양한 학교운동장(생활체육시설) 조성공사 완료
- 2015-03-01 제10대 채미련 교장 부임
- 2015-03-01 신입생 74명 입학, 25학급(특수1)편성
- 2016-02-05 제23회 졸업식(98명, 5188명)
- 2016-03-01 신입생 50명 입학, 20학급(특수1)편성
- 2017-02-14 제24회 졸업식(89명, 5277명)
- 2017-03-01 신입생 62명 입학, 18학급(특수1)편성

## 학교 상징
- 교화 - 배롱나무 : 꽃은 7~9월에 피고 오래 간다는 뜻에서 백일홍이라고 불리어왔다. 국화과의 백일홍과 혼돈하기 쉬우니 목백일홍 또는 배롱나무꽃이라 한다. 오래도록 피고 색이 정열적이고 변함이 없다는 뜻이다.
- 교목 - 느티나무 : 느티나무의 억센 줄기는 강인한 의지를, 고루 퍼진 가지는 조화된 질서를, 단정한 잎들은 예의를 상징하며 나무 전체로 커다란 그늘을 인간에게 선사하는 봉사의 나무이기도 하다. 느티나무는 잎이 먼지를 타지 않아서 항상 깨끗하고 벌레가 적어서 고귀함을 연상시킨다. 굳게 뭉쳐 인화와 단결로 드높은 이상을 향해 끊임없이 전진하는 학교임을 상징함.

## 참고 자료
- 대구관음초등학교 - 한국교육학술정보원 학교알리미